# مهارليكا (فلم)
مهارليكا (ت.ح. 'Nobleman' نوبلمان ' . يُعرف أيضًا باسم Guerilla Strike Force)  هو فيلم حرب فلبيني عام 1987 من إخراج جير هوبر وبطوِلة بول بورك ودوفي بيمز وفارلي جرانجر وفيك دياز وفيك سيلايان وبرودريك كروفورد. من إنتاج نيبوموسينوِ برودكشنز،  يعتمد الفيلم على مآثر زِمن الحرب المزعوِمة لفرديناند ماركوس، الرئيس العاشر للفلبين، خلال الحرب العالمية الثانية؛ الفيلم كان بتكليف من ماركوِس نفسه في عام 1968. على الرغم من اكتمال مهارليكا بحلوِل عام 1970،  منعت زوجة ماركوس إيميلدا الفيلم من العرض المسرِحي في عام 1971 بسبب زعم بيمز أنها كانت على علاقة بالرئيس. ثم أصدر إيميلدا تعليماته لرئيس الإنتاج لويس نيبوموسينو لحماية عناصر الفيلم، وِالتي تم إرسالها بالتالي إلى الخارج، بينما تم إغلاق شركة نيبوِموسينو للإنتاج في وقت لاحق. 
بعد خلع آل ماركوس في عام 1986 من خلال ثورة سلطة الشعب، عُرِض الفيلم للجمهوِر لأوِل مرة في مسرح ريزال في ماكاتي في 20 فبراير من العام 1987.  في وِقت لاحق، تم إصداره بشكل عام في دور العرِض الفلبينية في 9 أبريل من العام 1987.  أعطى الناقد إرني إم هيزون من مانيلا ستاندرد الفيلم مراجعة سلبية للغاية لجودته السيئة وسرد المنقذ الأبيض.

## الطاقم
- بول بيرك مثل بوب رينولدز [9]
- دوفي بيمز في دور إيزابيلا، [9] فلبينية
- فارلي جرانجر في دور سانتوس [9]
- فيك دياز
- فيك سليان بدور العقيد موراي [9]
- برودريك كروفورد في دور الجنرال هادلي [9]
- روزا ميا
- ديندو فرناندو
- روميو ريفيرا
- إرنستو لاغوارديا
- فيرو بيرفكتو
- إد مورفي
- ليندا مارتن

## استجابة حرجة
هيزون من مانيلا ستاندرد أعطى مهارليكا مراجعة سلبية للغاية، وِاصفا إياه بأنه «فيلم خامل من الدرجة D» وهوِ «مجرد من أي قيمة جمالية وِتاريخية». كان هيزون ينتقد أيضًا اختيار Dovie Beams، وهوِ أمريكي، في دور مواطن فلبيني بريء، بينما اعتبر أن رواية الفيلم المنقذ الأبيض هي أسوأ مشكلة في الفيلم. خلص هيزون إلى أن مهارليكا فيلم رخيص «يروج لتشويهًا صارخًا لتاريخنا».